# لطیف صفری
لطیف صفری (زادهٔ ۱۳۲۴ در اسلام‌آباد غرب) در استان کرمانشاه کارشناسی ارشد زیست‌شناسی و دکترای فیزیولوژی ورزشی و در حال حاضر، استاد بازنشسته‌ی دانشگاه تهران است. وی نماینده اسلام آبادغرب در دوره‌های اول و دوم مجلس شورای اسلامی بوده، ضمن آنکه در مجلس دوم، ریاست  کمیسیون کشاورزی مجلس را برعهده داشت.
استاد دانشگاه و عضو هیئت علمی دانشکده علوم دانشگاه تهران. معاون سایق سازمان انرژی اتمی  سیاست‌مدار و روزنامه‌نگار اصلاح‌طلب ایرانی و عضو شورای مرکزی مجمع نمایندگان ادوار مجلس است. او نماینده اسلام آباد غرب  ودالاهو در مجلس اول (با ۵۵٪ آراء) و مجلس دوم (با ۷۲٪ آراء)
 و مدیر مسئول روزنامه توقیف شده نشاط بود. پس از توقیف نشاط مدتی را نیز در زندان بسر برد.
صفری پس از نمایندگی معاونت پارلمانی سازمان  انرژی اتمی را برعهده داشت. سپس وارد کار رسانه‌ای شد. او ابتدا کار خود را از روزنامه نشاط ورزشی شروع کرد و خیلی زود مجوز فعالیت عمومی روزنامه‌اش را اخذ نمود. در این مرحله با مساعدت جلایی‌پور و شمس‌الواعظین، نشاط را به یکی از مهم‌ترین  روزنامه‌های سیاسی وقت تبدیل نمود. هرچند در جریان توقیف روزنامه‌ها، روزنامۀ‌ او توقیف و خود او نیز بازداشت شد و نزدیک به دو سال و نیم را در زندان گذرانید.